# Benito Stanislao Andreotti
Benito Stanislao Andreotti OSB (* 3. August 1924 in San Giorgio Lucano; † 16. Oktober 2003 in Subiaco) war Abtbischof der Territorialabtei Subiaco.

## Leben
Benito Stanislao Andreotti trat der Ordensgemeinschaft der Benediktiner bei, legte die Profess am 25. Oktober 1940 ab und empfing am 18. September 1948 die Priesterweihe. Er wurde am 25. März 1977 zum Abt von Subiaco gewählt.
Papst Johannes Paul II. ernannte ihn am 10. Februar 1982 zum Titularbischof von Vazari. Der Kardinalpräfekt der Kongregation für die Bischöfe, Sebastiano Kardinal Baggio, weihte ihn am 21. März desselben Jahres zum Bischof; Mitkonsekratoren waren Martino Matronola OSB, Erzabt und Abtbischof von Montecassino und Erzbischof Paul Augustin Mayer OSB, Sekretär der Kongregation für die Institute geweihten Lebens und für die Gesellschaften apostolischen Lebens.
Von seinem Amt trat er am 3. Juni 1995 zurück.